# Dangerous (албум)
Dangerous је осми студијски албум Мајкла Џексона, издат 26. новембра 1991. То је други Џексонов албум који је дебитовао на првом месту у САД и ту је остао 4 наредне недеље. У периоду од 17 година, албум је продат у око 30 милиона копија широм света, од чега је само у САД продато 7 милиона, што га чини брже продаваним албумом од претходног.
По тексту са унутрашњег омота касније ремастерованог издања овог албума, снимање песама је започето у Лос Анђелесу у Калифорнији у студију број два компаније Оушн Веј/Рикорд Ван 25. јуна 1990. а завршено је 29. октобра 1991, што га чини најдужим музичким пројектом у Џексоновој дотадашњој каријери (трајало је преко 16 месеци у поређењу са уобичајених 6 месеци код његова 3 претходна студијска албума). Марта 1991, Џексон је потписао петнаестогодишњи уговор са Сони Мјузиком са обавезом да изда 6 албума. Штампа је објављивала да је Сони нудио Џексону милијарду америчких долара што није било тачно. У том времену, Сони је изјавио да уколико Џексон испуни оно на шта се обавезао ће профитирати око милијарду долара. Касније, Џексону су у јавности додељиване највише круне тадашњег бизниса. Уговор је истекао у марту 2006, Мајкл је зарадио 45 милиона од Сонија (милион годишње плус пет милиона за сваки издати албум). Ово не укључује новац који би зарадио од продаја албума, синглова, спотова ... Овим уговором, Џексон је требало да заради око 175 милиона америчких долара од само продаја албума.
У том времену, албум се већ снимао. Продуцирали су га Теди Рајли и Бил Ботрел. Џексонов претходни албум је био последњи дизајниран за индустрија плоча где је било 10 песама у трајању од 50 минута док је овај био 77 минута. 14 песама са албума су готово биле готово превише за прилике деведесетих. Албум је био издат на 2 грамофонске плоче ЛП формата. Омот албума је начинио Марк Рајден. Ишчекивања албума су била јако велика, пре чијег издања, група наоружаних одбеглих затвореника је украла 30 000 копија пре свог официјелног издања.

## Комерцијални пријем
Dagerous је издат 26. нобембра 1991. са рекордним продајама. Овај албум је Џексонов најбрже- продавани албум икада у САД- у са 4 милиона копија за два месеца. Ово је срушило рекорде продаје албума Бад 1987.
Албум је дебитовао у Сједињеним Државама на првом месту са 326, 500 копија продатих у току своје прве недеље. На листи 10 најбољих је био 65 недеља досежући број 10 након што је певач примио Греми награду за Легенду 1993. Јак публицитет албум је доживео 1993. када је Џексон наступао на полувремену Супербоула а затим и имао интервју са Опром Винфри. То значи да је Дангероус био 117 недеља на листи 200 најбољих, 30 недеља више од Бад- а. Сертификован је 7х платинастим тиражом за продају од 7 милиона копија.
У Уједињеном Краљевству, албум је био чак и успешнији. Дебитовао је на првом месту, отклањајући са тог места Ахтунг Бејби групе У2, али током друге недеље је смакнут од стране другог дела највећих хитова групе Квин, након смрти Фреда Меркјурија. Био је 23 недеља међу 10 најбољих и укупно 96 међи 75. Продат је у 2, 1 милион копија што га чини једним од најпродаванијим албумима деведесетих.

## Музичке награде
Америчке музичке награде:
- Најбољи поп/рок албум
- Најбољи соул/р&б сингл „“
- Специјална интернационална награда за извођача за продаје материјала и хуманитарна учешћа широм света

БМИ награде:
- За две највише пута извођене песме „Remember the Time“ и „Black or White“

Греми награде:
- Жива легенда

Гинисова књига рекорда:
- 25. сребрна годишњица награде за извођача године
- изванредан музички спот

Соул Трејн награде:
- најбољи р&б сингл „“
- најбољи р&б албум

Светске музичке награде:
- Најпродаванији амерички извођач
- Светски најпродаванији поп извођач[1]

## Листа песама

### ЦД
- 1. „“ (Рене Мур, Брус Сведијен, Теди Рајли, Мајкл Џексон) 5:39
- 2. „“ (Теди Рајли, Бернард Беле) 5:24
- 3. „“ (Мајкл Џексон, Теди Рајли) 6:31
- 4. „“ (Мајкл Џексон, Теди Рајли, Аквил Дејвидсон) 3:41
- 5. „“ (Теди Рајли, Мајкл Џексон, Бернард Беле) 4:00
- 6. „“ (Мајкл Џексон, Теди Рајли) 4:58
- 7. „“ (Мајкл Џексон) 6:24
- 8. „“ (Мајкл Џексон, Бил Ботрел, Слеш) 4:15
- 9. „“ (Мајкл Џексон) 6:34
- 10. „“ (Мајкл Џексон, Бил Ботрел) 5:29
- 11. „“ (Мајкл Џексон) 7:40
- 12. „“ (Глен Балар, Саида Герет, Мајкл Џексон) 5:57
- 13. „“ (Лери Грозман, Баз Коан) 3:26
- 14. „“ (Мајкл Џексон, Бил Ботрел, Теди Рајли) 6:59

### ЛП
- прва страна

1. „Jam“ (Рене Мур, Брус Сведијен, Теди Рајли, Мајкл Џексон) 5:39
2. „“ (Теди Рајли, Бернард Беле) 5:24
3. „“ (Мајкл Џексон, Теди Рајли) 6:31
- друга страна

1. „“ (Мајкл Џексон, Теди Рајли, Аквил Дејвидсон) 3:41
2. „“ (Теди Рајли, Мајкл Џексон, Бернард Беле) 4:00
3. „“ (Мајкл Џексон, Теди Рајли) 4:58
4. „“ (Мајкл Џексон) 6:24
- трећа страна

1. „“ (Мајкл Џексон, Бил Ботрел, Слеш) 4:15
2. „Who Is It“ (Мајкл Џексон) 6:34
3. „“ (Мајкл Џексон, Бил Ботрел) 5:29
- четврта страна

1. „“ (Мајкл Џексон) 7:40
2. „Keep the Faith“ (Глен Балар, Саида Герет, Мајкл Џексон) 5:57
3. „Gone Too Soon“ (Лери Грозман, Баз Коан) 3:26
4. „“ (Мајкл Џексон, Бил Ботрел, Теди Рајли) 6:59

## Синглови
1. Октобар 1991 - „Black or White“ САД #1 / ВБ #1
2. Јануар 1992 - "„Remember the Time“ САД #3 / ВБ #3
3. Април 1992 - "„In the Closet“ САД #6 / ВБ #8
4. Јул 1992 (САД); Септембар 1992 (ВБ) - „Jam“ САД #26 / ВБ #12
5. Август 1992 (Европа); Фебруар 1993 (САД) - „Who Is It“ САД #14 / ВБ #10
6. Октобар 1992 - „Heal the World“ САД #27 / ВБ #2
7. Фебруар 1993 - „Give In to Me“ ВБ #2 (Сингл издат само у Европи)
8. Мај 1993 - „Will You Be There“ САД #7 / ВБ #8
9. Новембар 1993 - „Gone Too Soon“ ВБ #33 (сингл издат само у ВБ)

## Сертификације
| Држава           | Тираж          | Бр. продатих копија |
| ---------------- | -------------- | ------------------- |
| Аустралија       | 9x платинасти  | 630,000             |
| Аустрија         | 4x платинасти  | 80,000              |
| Бразил           | 4x платинасти  | 500,000             |
| Канада           | 6x платинасти  | 600,000             |
| Француска        | 2x дијамантски | 2,000,000           |
| Немачка          | 10x платинасти | 2,000,000           |
| Јапан            | 3x платинасти  | 825,000             |
| Шпанија          | 8x платинасти  | 640,000             |
| Швајцарска       | 8x платинасти  | 240,000             |
| Турска           | 4x платинасти  | 425,000             |
| Велика Британија | 7x платинасти  | 2,100,000           |
| САД              | 7x платинасти  | 7,000,000           |

## Позиције на листама
| Година | Чарт       | Позиција |
| ------ | ---------- | -------- |
| 1991   | САД        | 1        |
| 1991   | Норвешка   | 1        |
| 1991   | Аустралија | 1        |
| 1992   | САД        | 1        |
| 1992   | Норвешка   | 1        |
| 1992   | Аустралија | 1        |